# آلفا رومئو ویسکانتی
آلفارومئو ویسکانتی (Alfa Romeo Visconti) خودرویی است که در سال‌های ۲۰۰۴تولید شده‌است. طراحی آن خودروهای موتور جلو-محور جلو، خودرو چهار چرخ محرک بوده طول آن در حالت طبیعی ۴٬۹۵۵ میلیمتر (۱۹۵٫۱ اینچ) و عرض آن در حالت طبیعی ۱٬۸۹۶ میلیمتر (۷۴٫۶ اینچ) و ارتفاع آن در حالت طبیعی ۱٬۴۷۴ میلیمتر (۵۸٫۰ اینچ) است.
موتور آن ۳۱۹۵ سی‌سی سیستم جعبه‌دندهٔ آن ۶ دنده به صورت خودکار است. که چهار چرخ متحرک نیز میباشد